# Xolol
Xolol är en ort i Mexiko.   Den ligger i kommunen San Antonio och delstaten San Luis Potosí, i den centrala delen av landet, 250 km norr om huvudstaden Mexico City. Xolol ligger 216 meter över havet och antalet invånare är 233.
Terrängen runt Xolol är huvudsakligen kuperad, men den allra närmaste omgivningen är platt. Runt Xolol är det ganska tätbefolkat, med 124 invånare per kvadratkilometer. Närmaste större samhälle är Tampate, 15,0 km väster om Xolol. I omgivningarna runt Xolol växer huvudsakligen savannskog.